# Maison de Paul à Tarse
La maison de Paul à Tarse est la maison présumée (en ruines) où serait né et où aurait vécu saint Paul de Tarse (v8-v64/67) au début du christianisme à Tarse en Cilicie (actuelle Turquie). Avec son puits à eau, et l'église Saint-Paul de Tarse de la cité, elle est un important lieu de pèlerinage chrétien.

## Historique
Cet important prédicateur du christianisme, considéré comme majeur alors qu'il n'est pas un des douze Apôtres du Christ, né sous le nom de Saül vers l’an 8 dans une famille juive aisée de Cilicie, faisait partie des persécuteurs des premiers chrétiens (le christianisme étant alors considéré comme blasphème du judaïsme). Une vision du Christ, sur la route de Damas, provoque la conversion de Saül. « Il tomba par terre et entendit une voix qui lui disait : Saül, Saül, pourquoi me persécutes-tu? » (conversion de Paul, Nouveau Testament, Actes, 9.4)

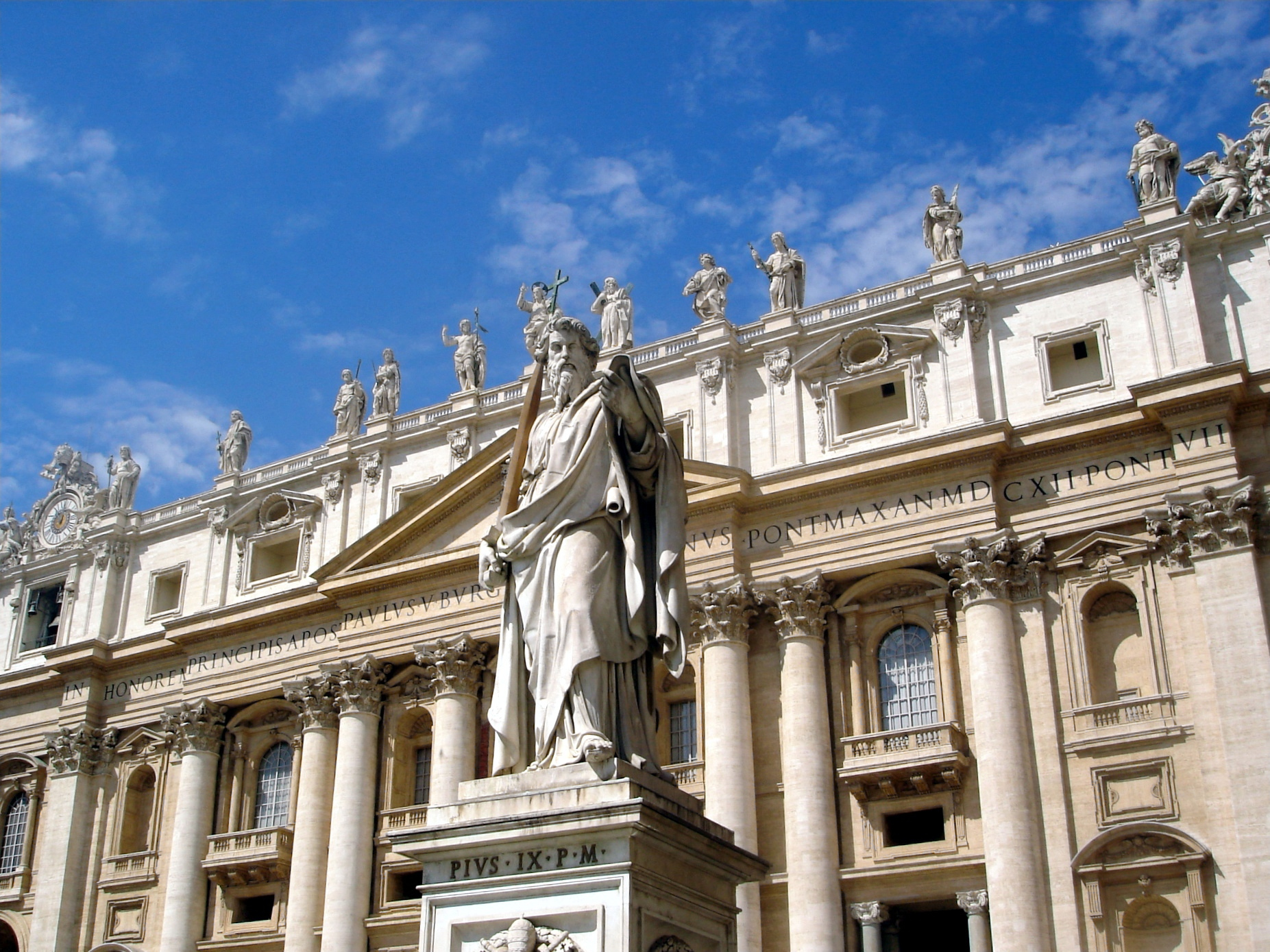
Saint Paul de Tarse devant la basilique Saint-Pierre du Vatican
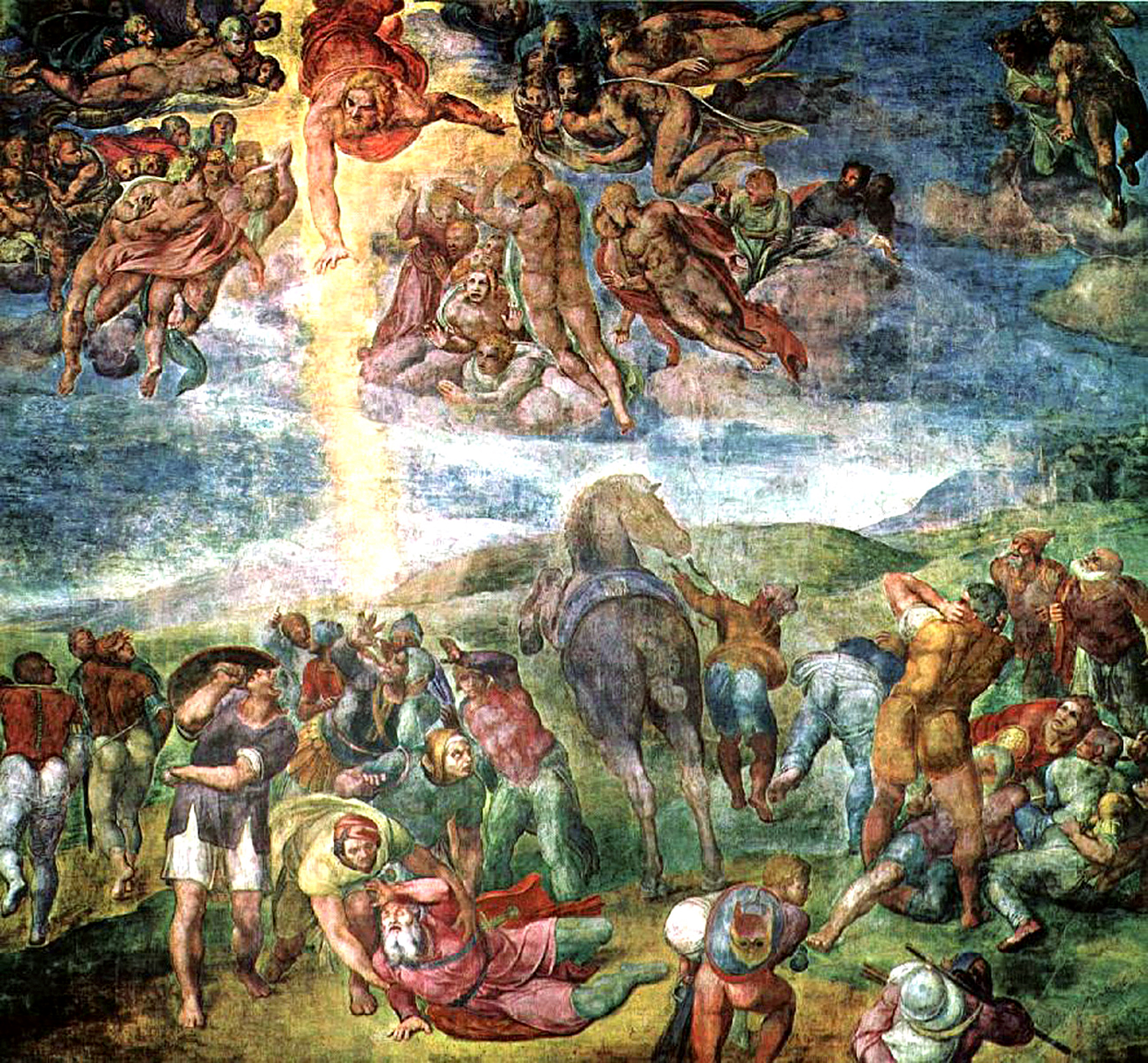
Conversion de saint Paul, par Michel-Ange, chapelle Paolina du Vatican
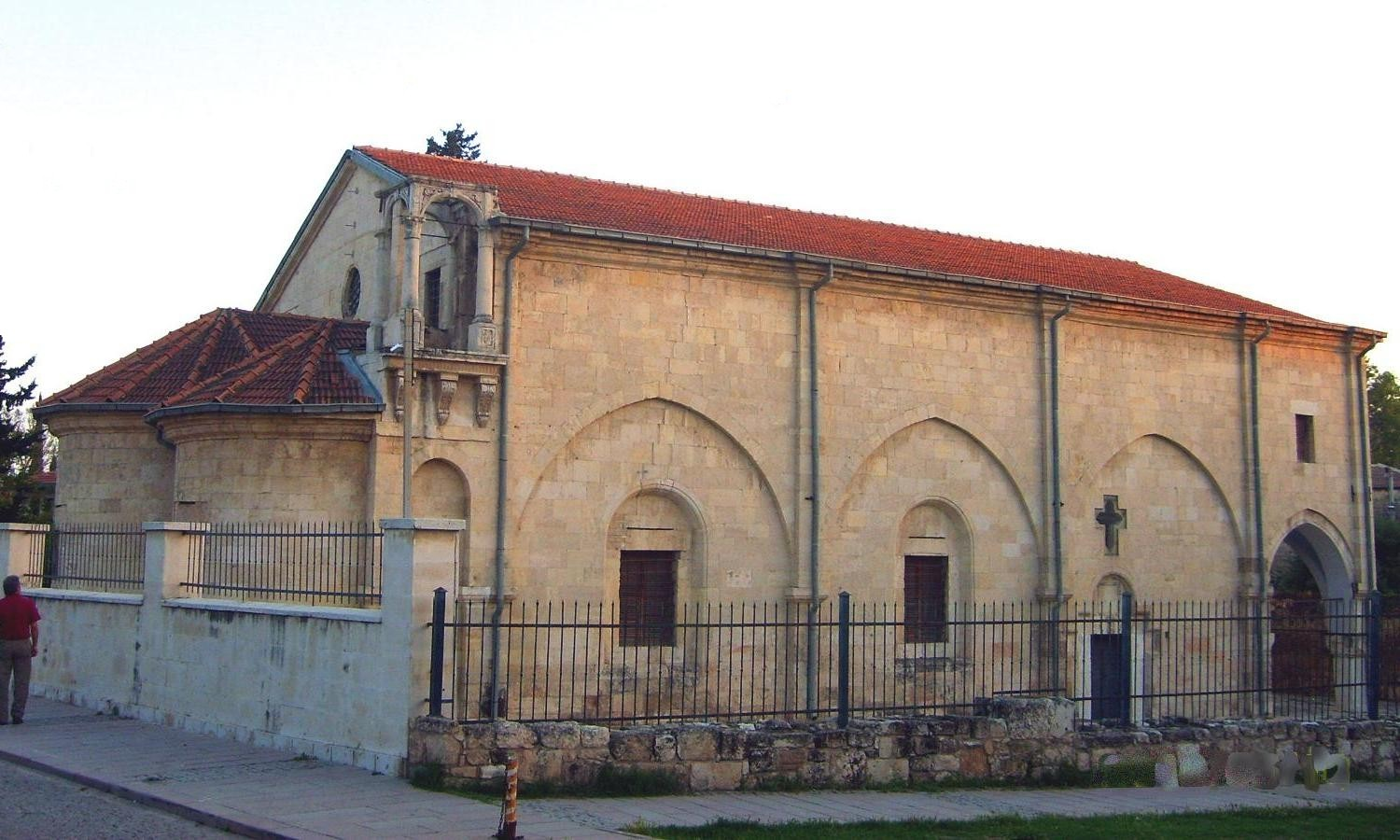
Église Saint-Paul de Tarse XIe siècle, Tarse

Après son baptême, sous le nom de Paul, il devient l’une des figures essentielles de l’expansion du christianisme à travers le monde antique en vouant le reste de sa vie à prêcher et à convertir l'humanité en masse.  
Les ruines de l'ancienne demeure où aurait vécu Paul de Tarse sont exposées dans le quartier ancien de Kizilmurat près du Cumhuriyet Meydani (place de la République) à Tarse. Le puits de Saint-Paul se trouve dans la cour. Son niveau ne descend jamais et son eau est considérée comme sacrée avec un pouvoir de guérison miraculeuse.
En 1993 des fouilles archéologiques mettent au jour une soixantaine de mètres de voie romaine, à 300 m au sud du puits. 
Au XIe siècle l’église Saint-Paul de Tarse (actuel musée), est construite dans le quartier tout proche Ulu Cami de la cité.